# Marilia aenigmata
Marilia aenigmata is een schietmot uit de familie Odontoceridae. De soort komt voor in het Australaziatisch gebied.